# Ист-Чикаго (Индиана)
Ист-Чикаго (англ. East Chicago) — город в округе Лейк в штате Индиана США. По данным переписи 2020 года, численность населения составляла 26 370 человек.

## Население
| 2010   | 2020    |
| ------ | ------- |
| 29 698 | ↘26 370 |